# Graphical Data Display Manager
Graphical Data Display Manager (GDDM) ist ein Computergrafiksystem für das System/370, das 1979 von IBM entwickelt wurde. GDDM wurde ursprünglich für den IBM-3279-Farbbildschirm und den Farbdrucker 3287 entwickelt. Der Farbbildschirm 3279 war der erste Farbbildschirm, der in Büros verwendet wurde.
GDDM wurde in den frühen 1980er Jahren erweitert, um auf allen IBM-Bildschirmen und Druckern eingesetzt werden zu können.
Ab 1986 wurde GDDM unter dem Namen IBM System/38 Business Graphics Utility (Program 5714-GP1) auch auf dem System/38 verwendbar.

## Programmbeispiel Pascal
```
PROGRAM
 
LINECHRT
;

TYPE

   
%
INCLUDE
 
QATTPAS
(
ADMUSTNO
)
;
          
/*
 
Typdeklarationen
 
von
 
IBM
 
*/

VAR

   
A
,
 
B
 
:
 
INTEGER
;
                              
/*
 
Arbeitsvariablen
 
*/

   
AX
,
 
AY
 
:
 
REALARR_20
;
                     
/*
 
Parameter
 
for
 
CHPLOT
 
*/

   
ATTVAL
,
 
ATTYPE
,
 
COUNT
 
:
 
INTEGER
;
         
/*
 
Parameter
 
for
 
ASREAD
 
*/

%
INCLUDE
 
QATTPAS
(
ADMUSLNO
)
;
           
/*
 
Proc
-
Deklarationen
 
von
 
IBM
 
*/

BEGIN

/*
 
Initialisierung
                                                  
*/

AX
(
.
1
.
)
 
:=
 
1.0
;
 
AY
(
.
1
.
)
 
:=
 
5.0
;
 
AY
(
.
6
.
)
 
:=
 
8.0
;
     
/*
 
Arrays
 
init
.
 
*/

AX
(
.
2
.
)
 
:=
 
2.0
;
 
AY
(
.
2
.
)
 
:=
 
3.0
;
 
AY
(
.
7
.
)
 
:=
 
1
3.0
;

AX
(
.
3
.
)
 
:=
 
3.0
;
 
AY
(
.
3
.
)
 
:=
 
5.0
;
 
AY
(
.
8
.
)
 
:=
 
6.0
;

AX
(
.
4
.
)
 
:=
 
4.0
;
 
AY
(
.
4
.
)
 
:=
 
5.0
;
 
AY
(
.
9
.
)
 
:=
 
1.0
;

AX
(
.
5
.
)
 
:=
 
5.0
;
 
AY
(
.
5
.
)
 
:=
 
1
1.0
;
 
AY
(
.
1
0
.
)
 
:=
 
7.0
;

FSINIT
;
                            
/*
 
Grafikumgebung
 
initialisieren
 
*/

/*
 
Diagramm
 
zeichnen
                                                
*/

A
 
:=
 
2
;

B
 
:=
 
5
;

CHPLOT
(
A
,
B
,
AX
,
AY
)
;
                            
/*
 
Diagramm
 
zeichnen
  
*/

ASREAD
(
ATTVAL
,
ATTYPE
,
COUNT
)
;
                   
/*
 
Diagramm
 
anzeigen
 
*/

/*
 
Ende
                                                             
*/

FSTERM
                                  
/*
 
Grafikumgebung
 
schlie
ß
en
 
*/

END
.
                                     
/*
 
Pascal
-
Programm
 
beenden
 
*/

```